# Kang Pan-sŏk
Đây là một tên người Triều Tiên, họ là Kang.
Kang Pan-sŏk (21 tháng 4 năm 1892 – 31 tháng 7 năm 1932) là mẹ của nhà lãnh đạo Bắc Triều Tiên Kim Il-sung, bà nội của cố lãnh đạo Bắc Triều Tiên Kim Jong-il, và bà cố nội của nhà lãnh đạo hiện tại Bắc Triều Tiên, Kim Jong-un. Bà là một nhà hoạt động độc lập và nhà chính trị cộng sản Triều Tiên. 21 tháng 4 là ngày tưởng niệm cho bà ở Bắc Triều Tiên, khi một buổi lễ được tổ chức tại Chilgol, một thị trấn ở tỉnh Pyongan và ngày nay là một phần của thủ đô Bình Nhưỡng.
Ở Triều Tiên, Kang Pan-sok được gọi là "Mẹ của Triều Tiên" hoặc "Mẹ vĩ đại của Triều Tiên". Cả hai danh xưng được chia sẻ với mẹ Kim Jong-il là Kim Jong-suk.
. Tuy nhiên, Kang Pan-sok ai là thành viên gia đình đầu tiên của Kim Il-sung được tôn sùng cá nhân của riêng mình để bổ sung rằng các con trai của ông, từ cuối những năm 1960 trở đi. Năm 1967 Rodong Sinmun ca ngợi cô là "mẹ của tất cả". Cùng năm đó, Liên hiệp Phụ nữ Dân chủ khởi xướng một chiến dịch mang tên "Học tập Bà Kang Pan-sok". Có một bài hát tên là "Mẹ của Triều Tiên" vinh danh bà, cũng như một cuốn tiểu sử thánh, cũng được gọi là Mẹ của Triều Tiên (1968).
Giáo hội Tin Lành Chilgol ở Bình Nhưỡng để dành riêng tưởng nhớ Kang Pan-sok, một người Giáo hội Trưởng lão. Tên bà có nghĩa là "đá", đã được đặt tên cho Thánh Peter.